# 粕川町上東田面
粕川町上東田面（かすかわまちかみひがしたなぼ）は、群馬県前橋市の地名。旧粕川村時代は、住所で勢多郡粕川村大字上東田面の地域である。また、前橋市合併後は村名の粕川村が粕川町となり、そのあと大字名がつくため前橋市粕川町○○となる。面積は0.44km2(2013年現在)。郵便番号は371-0211。

## 地理
前橋市の東部、赤城山の南麓、粕川中流左岸に位置している。

## 歴史
明治時代頃からある地名である。天明6年に東田面村が分郷によって館林藩と陸奥泉藩の相給になると、館林藩領は上東田面村、陸奥泉藩領は下東田面村と称するようになった。しかし、正式に2か村に分かれたのは明治初年頃と考えられている。

### 年表
- 1889年 市町村制が施行され、14村が合併し、群馬県南勢多郡粕川村大字上東田面となる。
- 1896年 郡統合（東群馬郡と南勢多郡の統合）により勢多郡に所属し勢多郡粕川村大字上東田面となる。
- 2004年 平成の大合併で粕川村は、宮城村、大胡町とともに、前橋市に合併し、群馬県前橋市粕川町上東田面となる。

### 地名の由来
地名は田の好適地で、赤城山南麓に農業が入ってからすぐ開拓されたことに由来する。

## 世帯数と人口
2017年（平成29年）8月31日現在の世帯数と人口は以下の通りである。
| 町丁           | 世帯数 | 人口  |
| -------------- | ------ | ----- |
| 粕川町上東田面 | 62世帯 | 199人 |

## 小・中学校の学区
市立小・中学校に通う場合、学区は以下の通りとなる。
| 番地 | 小学校             | 中学校             |
| ---- | ------------------ | ------------------ |
| 全域 | 前橋市立粕川小学校 | 前橋市立粕川中学校 |

## 交通

### 鉄道
町内に駅はなく、近隣に上毛電気鉄道上毛線膳駅がある。

### バス
赤城タクシーが運行を行っているデマンドバス方式のふるさとバスがある。

### 道路
県道・国道 共にない。

## 施設
- 神明宮神社

## 避難所
当町が避難対象区域となった場合、近隣の粕川町西田面にある前橋市立粕川中学校に避難する。